# 澳門巴士N2路線
澳門巴士N2路線是由澳巴經營，往返筷子基北灣和氹仔客運碼頭的夜間巴士路線。

## 簡介及歷史
- 2008年9月20日，因應澳門至氹仔的夜間巴士服務需求，本線開設，由新福利及澳巴聯營，服務時間為00:00-06:15（尾班車於05:00開出），每20分鐘一班。[1]

- 2008年12月7日，配合交通事務局實施第一階段巴士路線調整，往臨時客運碼頭方向增設停靠亞馬喇前地站。[2]

- 2009年1月20日，配合道路開闢，取消停靠「連貫公路／科技大學」站，同時增設停靠臨時站（即現時「澳門土木工程實驗室」及「偉龍／科技大學」站）。[3]

- 2010年4月14日，新增停靠「基馬拉斯／成都街」站。

- 2011年6月12日，配合交通事務局實施第四階段巴士路線調整，總站由「白朗古將軍馬路」站調整至「沙梨頭北街／筷子基北灣」站，新增停靠「青洲／聖德蘭學校」、「青洲／逸麗花園」、「筷子基社屋」站。[4]

- 2011年12月10日起，配合巴士站分流，本線取消停靠「高士德／亞利鴉架街」站。[5]

- 2011年8月1日，本線改由澳巴獨營，並調整尾班車時間為06:00（往臨時客運碼頭），05:55（往筷子基北灣）。

- 2012年6月1日，新增停靠「新口岸／柏嘉街」、「城市日前地」、「機場圓形地／偉龍」站，取消停靠「新口岸／馬德里街」、「捐血中心」站。[6][7]

- 2012年12月18日，往返程新增停靠「湖畔大廈」站。[8]

- 2014年3月15日，「氹仔花城」站更名為「雍景灣」。[9]

- 2015年10月6日，調整本線於臨時客運碼頭尾班車開出時間為06:00，調整班距為15分鐘。[10]

- 2016年5月28日，因應部份路線正逐步使用較大的車輛，而受道路條件所限，大巴停靠「孫逸仙大馬路／漁人碼頭」站後難以調頭離開，該站於上述日期起停用。[11]

- 2016年9月24日：[12]
  - 「亞利雅架前地」站與「寶龍花園」站合併，並命名為「百利寶花園」站。
  - 「泉澧花園」站和「氹仔大中華廣場」站的停靠路線重新編配，取消停靠「氹仔大中華廣場」站，改停靠「泉澧花園」站。

- 2017年5月20日，為配合氹仔客運碼頭即將啟用，同日起「臨時客運碼頭」更名為「氹仔客運碼頭」，待氹仔客運碼頭及其場內的新巴士站啟用後，本線將停靠該新站。[13]

- 2017年6月1日，本線先停靠新碼頭地面入境層A車道，再駛往舊臨時碼頭後按原線行駛。6月2日起，在入境層A車道上落客。[14]

- 2017年10月28日，為方便市民使用夜間巴士服務，本線延長至南灣一帶。新增停靠「區華利前地」、「南灣湖景大馬路」、「旅遊塔／行車隧道」、「西灣大橋／海洋大馬路」、「海洋花園／玫瑰苑」、「初級法院刑事大樓」、「燒灰爐」、「巴掌圍」站。[15]

- 2017年12月20日，新增停靠“勵庭海景酒店”站。

- 2018年9月29日，往筷子基北灣方向取消停靠“宋玉生博士圓形地”站。[16]

- 2019年3月9日，「亞利雅架前地／泉悅」站改名為「信虹花園」。

- 2019年6月1日，本線往筷子基北灣服務時間由00:35-06:00調整至00:00-06:00。

- 2019年7月27日起，“十月一日前地”改名為“十月一號前地”。

- 2020年3月12日起，“水坑尾街”改名為“水坑尾／天神巷”。[17]

- 2021年8月7日，為配合青茂口岸即將啟用和實施24小時通關，新增停靠“青茂／何賢紳士馬路”站。[18][19]

- 2021年11月27日起，往筷子基北灣方向“湖畔大廈”站由E車道改停C車道。[20]

- 2022年2月26日起，新增停靠“高士德／亞利鴉架街”站。[21]

- 2022年5月28日起，「筷子基社屋」站更名為「俾若翰街／綠楊花園」。[22]

- 2022年6月19日01:00至尾班車，因應南灣大馬路德豐大廈和一食店分別實施封控和管控措施，「巴掌圍」站暫停使用。[23][24]

- 2022年7月11日至17日，本線改以特別巴士路線（專線）方式營運，僅供特許人士乘搭。[25][26]

- 2022年7月18日至22日，因宣佈延長“相對靜止管理”措施，本線維持上述措施。[27]

## 本線特色
- 本線是首條跨越澳門半島與氹仔之間的夜間路線，也是首條途經西灣大橋往返澳門半島與氹仔之間的夜間路線。

## 使用車輛

### 新福利及澳巴聯營時期
新福利：
- 蘇州金龍KLQ6930G

澳巴：
- 五洲龍FDG6920G
- 五洲龍FDG6920BG

### 澳巴時期
2011年8月起：
- 五洲龍FDG6920BG

2012年3月起：
- 日野HR7JPAE

2014年起：
- 五洲龍FDG6101CNG

2018年8月21日起：
- 宇通ZK6128HNGE

2023年4月1日起：
- 宇通ZK6128HNGE
- 中通LCK6113SHEVG

2023年5月起：
- 宇通ZK6128HNGE

2023年9月起：
- 宇通ZK6128HNGE
- 中通LCK6113SHEVG

2023年12月18日起：
- 中通LCK6113SHEVG

## 電牌
| 往澳門方向     | 往澳門方向   | 往澳門方向 |
| 日期           | 頭牌         | 圖例       |
| -------------- | ------------ | ---------- |
| 開線至今       | 筷子基北灣   |            |
| 往氹仔方向     |              |            |
| 日期           | 頭牌         | 圖例       |
| 2017年6月1日前 | 臨時客運碼頭 |            |
| 2017年6月1日起 | 氹仔客運碼頭 |            |

## 路線資料

### 收費
| 收費類別     | 收費類別                      | 收費類別             | 費用 |
| ------------ | ----------------------------- | -------------------- | ---- |
| 現金         | 現金                          | 現金                 | $6.0 |
| 境外支付工具 | 支付寶（內地及香港）          | 支付寶（內地及香港） | $6.0 |
| 境外支付工具 | 雲閃付 非綁定澳門銀聯卡       |                      | $6.0 |
| 境外支付工具 | 微信支付（內地及香港）        |                      | $6.0 |
| 境外支付工具 | 交通聯合 非澳門發行的全國通卡 |                      | $6.0 |
| 境內支付工具 | 澳門通                        | 全民卡               | $3.0 |
| 境內支付工具 | 澳門通                        | 學生卡               | $1.5 |
| 境內支付工具 | 澳門通                        | 長者卡               | 免費 |
| 境內支付工具 | 澳門通                        | 殘疾卡               | 免費 |
| 境內支付工具 | 聚易用＋                      | 聚易用＋             | $3.0 |

### 服務時間及班距
| 服務時間                      | 每天        |
| ----------------------------- | ----------- |
| 沙梨頭北街／筷子基北灣        | 00:00-06:00 |
| 氹仔客運碼頭                  | 00:00-06:00 |
| 班距                          | 15-18分鐘   |
| 懸掛8號風球後30分鐘開出尾班車 |             |

### 路線停站
| N2   | 筷子基北灣 ↔ 氹仔客運碼頭 | 筷子基北灣 ↔ 氹仔客運碼頭 | 筷子基北灣 ↔ 氹仔客運碼頭 | 筷子基北灣 ↔ 氹仔客運碼頭 | 筷子基北灣 ↔ 氹仔客運碼頭 | 筷子基北灣 ↔ 氹仔客運碼頭                 |
| 序號 | 往程                      | 往程                      | 往程                      | 返程                      | 返程                      | 返程                                      |
| 序號 | 站號                      | 站名                      | 輕軌站／出入境口岸        | 站號                      | 站名                      | 輕軌站／出入境口岸／備註                  |
| 1    | M95/3                     | 沙梨頭北街／筷子基北灣    |                           | T345/6                    | 氹仔客運碼頭              | 氹仔碼頭站 氹仔客運碼頭                   |
| 2    | M60                       | 青茂／何賢紳士馬路        | 青茂口岸                  | T344                      | 機場倉庫                  |                                           |
| 3    | M22                       | 青洲／聖德蘭學校          |                           | T356/3                    | 澳門機場                  | 機場站 澳門國際機場                       |
| 4    | M10/2                     | 台山街市                  |                           | T358                      | 偉龍／科大醫院            |                                           |
| 5    | M16/1                     | 提督馬路／雅廉訪          |                           | T373/1                    | 偉龍／科技大學            |                                           |
| 6    | M98                       | 高士德／連勝              |                           | T306/2                    | 氹仔嘉樂庇馬路            |                                           |
| 7    | M88                       | 高士德／賈伯樂            |                           | T314/1                    | 信虹花園                  |                                           |
| 8    | M117                      | 羅理基／馬六甲街          |                           | T408/6                    | 湖畔大廈                  |                                           |
| 9    | M264                      | 勵庭海景酒店              |                           | T311/2                    | 百利寶花園                |                                           |
| 10   | M257                      | 新口岸／文化中心          |                           | T308/3                    | 氹仔電訊                  |                                           |
| 11   | M250                      | 新口岸／柏嘉街            |                           | T300                      | 史伯泰／盧廉若            |                                           |
| 12   | M268                      | 城市日前地                |                           | T330/1                    | 蘇利安圓形地              |                                           |
| 13   | M263                      | 仙德麗街                  |                           | T430                      | 海洋花園／玫瑰苑          |                                           |
| 14   | M172/11                   | 亞馬喇前地                |                           | M176                      | 初級法院刑事大樓          |                                           |
| 15   | M187                      | 區華利前地                |                           | M181                      | 燒灰爐                    |                                           |
| 16   | M199                      | 南灣湖景大馬路            |                           | M179                      | 巴掌圍                    |                                           |
| 17   | M182/1                    | 旅遊塔／行車隧道          |                           | M172/2                    | 亞馬喇前地                |                                           |
| 18   | T431                      | 西灣大橋／海洋大馬路      |                           | M69/1                     | 葡京酒店                  | 約翰四世大馬路／馬統領街 （賽車期間停靠） |
| 19   | T307                      | 宋玉生博士圓形地          |                           | M160/2                    | 十月一號前地              | 約翰四世大馬路／馬統領街 （賽車期間停靠） |
| 20   | T402                      | 泉澧花園                  |                           | M144/2                    | 水坑尾／天神巷            |                                           |
| 21   | T370                      | 基馬拉斯／濠珀            |                           | M76/2                     | 盧廉若公園                |                                           |
| 22   | T325/3                    | 華寶花園                  |                           | M84/2                     | 高士德／培正              |                                           |
| 23   | T339/4                    | 花城公園                  |                           | M91                       | 高士德／亞利鴉架街        |                                           |
| 24   | T408/1                    | 湖畔大廈                  |                           | M99                       | 高士德／紅街市            |                                           |
| 25   | T313                      | 氹仔茵景園                |                           | M94                       | 沙梨頭南街／蘭花前地      |                                           |
| 26   | T315                      | 氹仔CEM貨倉               |                           | M108/1                    | 俾若翰街／綠楊花園        |                                           |
| 27   | T374                      | 澳門土木工程實驗室        |                           | M95/3                     | 沙梨頭北街／筷子基北灣    |                                           |
| 28   | T406                      | 機場圓形地／偉龍          |                           |                           |                           |                                           |
| 29   | T345/6                    | 氹仔客運碼頭              | 氹仔碼頭站 氹仔客運碼頭   |                           |                           |                                           |

## 批評

### 澳巴司機被批擅改路線
- 2009年5月7-8日，嘉樂庇總督大橋因港珠澳大橋進行地理數據複測而封閉，根據建設發展辦公室訊息，本線將臨時改經西灣大橋。不過澳巴擅自取道友誼大橋，並且沒有按原線在“氹仔電訊”、“寶龍花園”等站停靠，有熟客指出，此現象並非首見，要經向當局投訴後才糾正。居民對此問題再次發生感到費解，呼籲有關業者以客為本，切實遵守當局訂定的路線行駛。[28]

## 圖片集

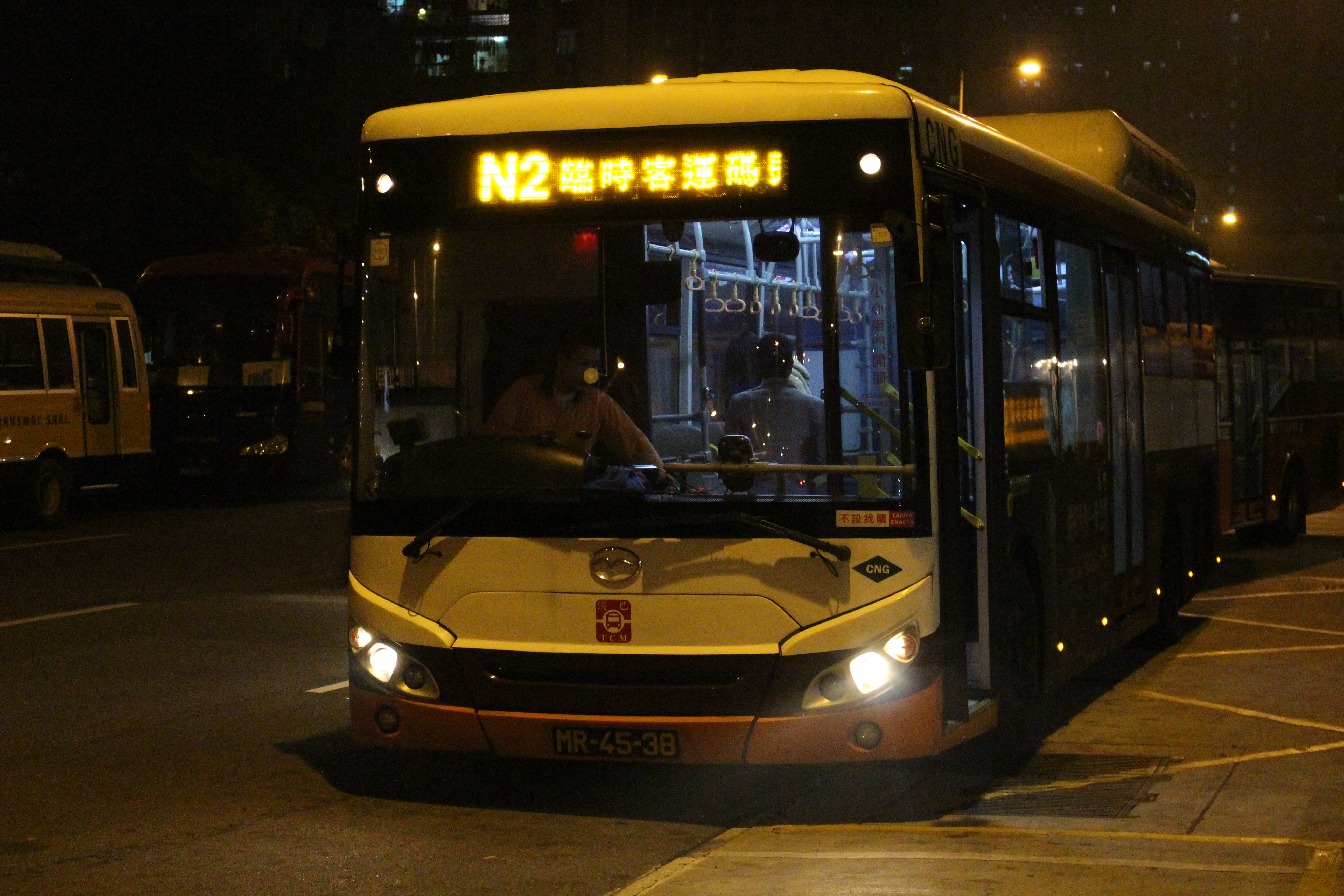
五洲龍FDG6101CNG
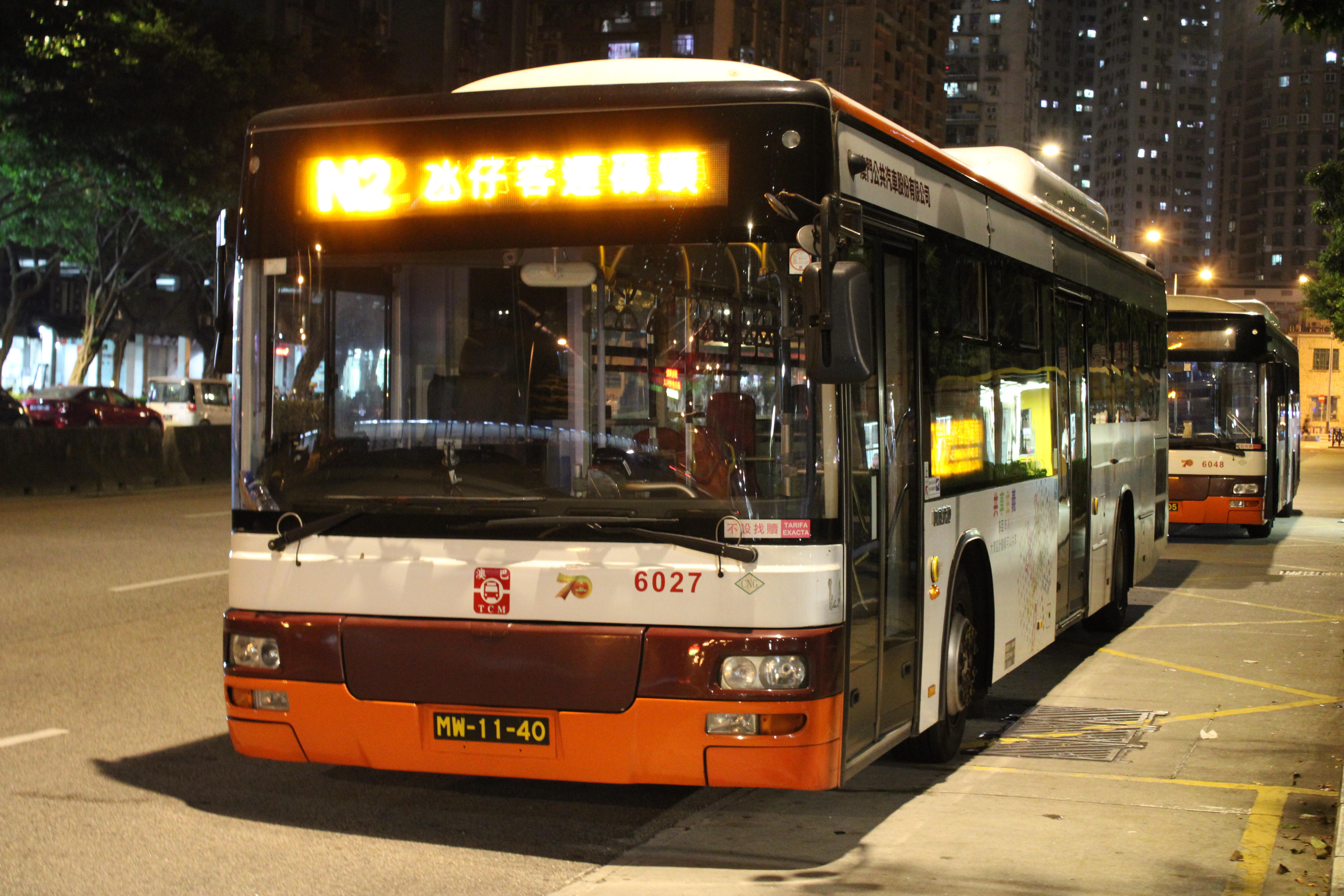
宇通ZK6128HNGE
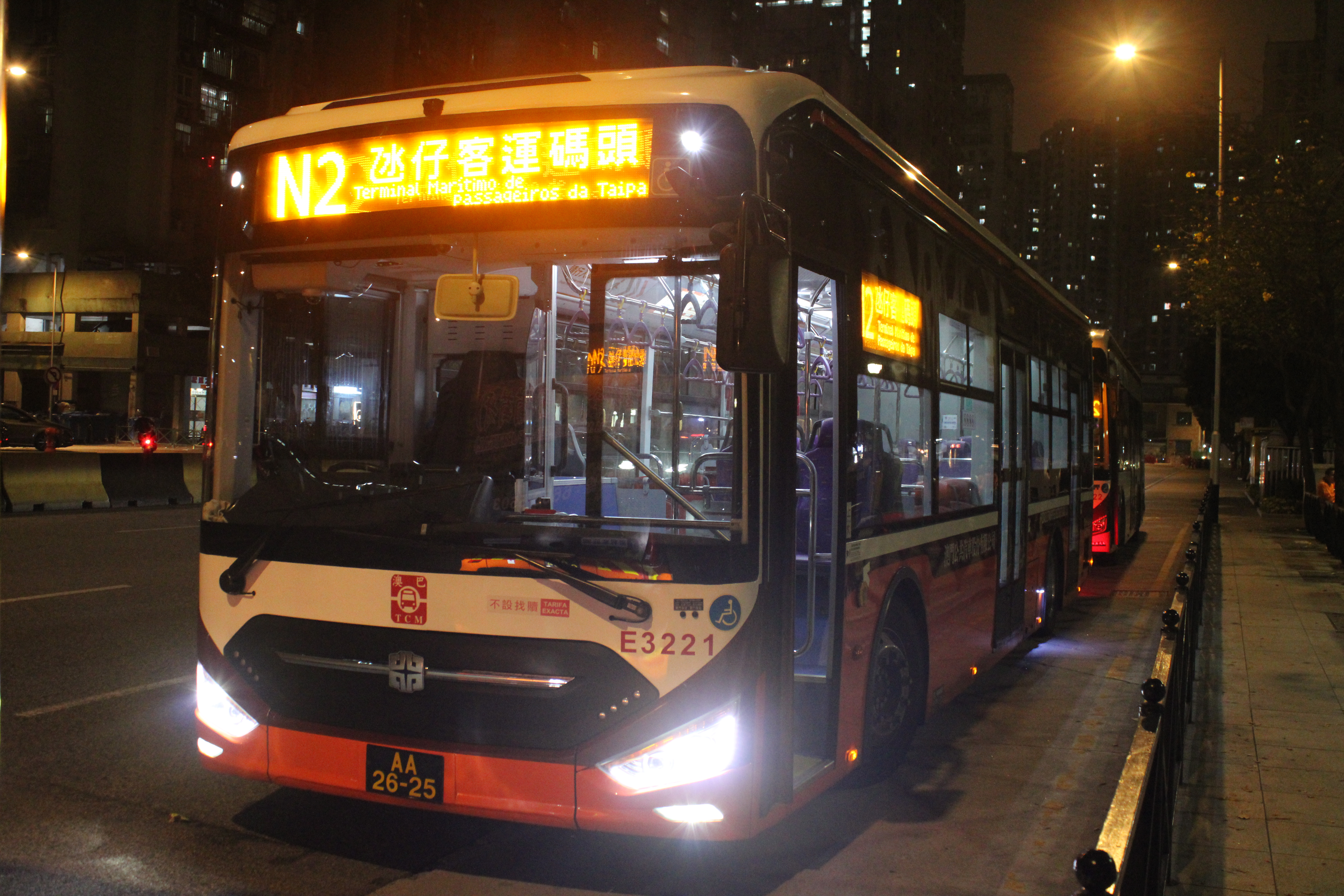
中通LCK6113SHEVG
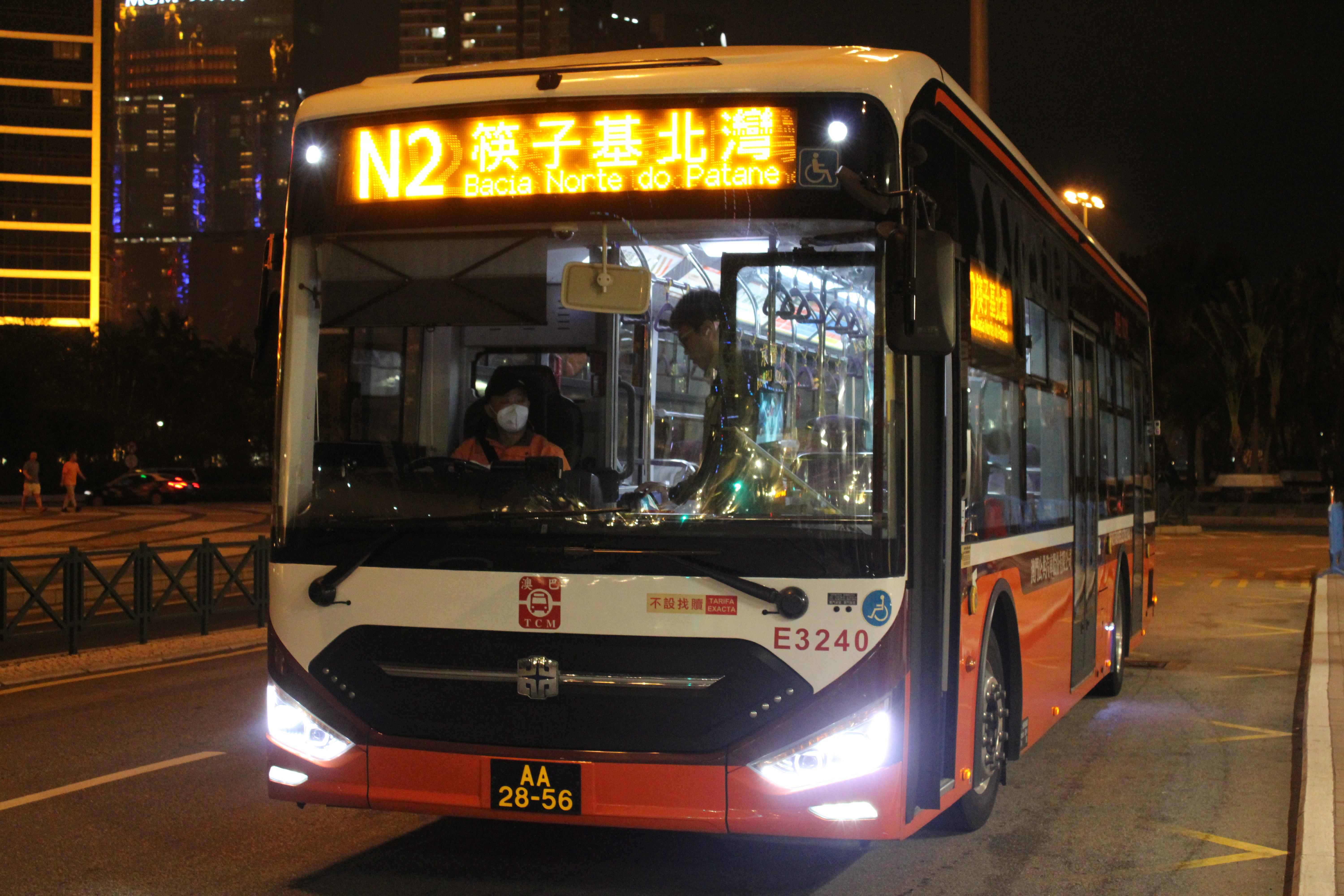
中通LCK6113SHEVG

## 外部連結
- 澳門公共汽車有限公司（官方網站） （页面存档备份，存于）